# Sclerolobium duckei
Sclerolobium duckei är en ärtväxtart som beskrevs av John Duncan Dwyer. Sclerolobium duckei ingår i släktet Sclerolobium och familjen ärtväxter. Inga underarter finns listade i Catalogue of Life.